# Castello di Castro
Das Castello di Castro ist eine Kastellburg in der Gemeinde Castro in der italienischen Provinz Lecce, Region Apulien.

## Geschichte
Der älteste Teil der heutigen Burg des Hauses Aragón stammt höchstwahrscheinlich aus dem 12. oder 13. Jahrhundert und entstand auf den Resten einer kleinen, byzantinischen Burg. In der zweiten Hälfte des 13. Jahrhunderts definierte sie König Karl I. von Neapel als „Festung von strategischer Bedeutung für die Verteidigung des Königreiches“. Die Burg, die zusammen mit den Festungen von Ostuni, Tarent, Ugento und Torremaggiore zu einer Gruppe gezählt wird, wird nationale Bedeutung zugemessen und zählt zu den funktionalsten, da sie natürliche Verteidigungselemente mit solchen aus der Militärarchitektur kombiniert. Nach der Einnahme von Otranto wurde die Stadt von Türken eingenommen und die Burg teilweise zerstört.
Im 16. Jahrhundert war die Adelsfamilie Gattinara Lehensnehmer des Ortes in den Jahren, in denen man auf den Wiederaufbaut der Festung auf den Ruinen des alten, kleinen Burg wartete und eine neue Verteidigungsanlage mit rechteckigem Grundriss mit vier Bastionen und einer Böschung schuf. Weitere, wiederholte Beschädigungen zwangen den spanischen Vizekönig, Pedro Álvarez de Toledo, dazu, die Anlage weiter zu verstärken. Der Architekt Tiburzio Spannocchi aus Siena projektierte den gesamten Umbau der Verteidigungsanlagen mit dem Bau der Bastion zum Schutz der „Porta Terra“, des imposanten Südturms namens Torre Catalano und einer charakteristischen, befestigten Umfassungsmauer in Form eines verlängerten Sechsecks, versehen mit Bollwerken und Kurtinentürmen an strategisch wichtigen Stellen. Im Laufe des 18. Jahrhunderts verfielen die Gebäude zu Ruinen, sodass die Anlage 1780 von Monsignore Del Duca, Bischof der Stadt, als „verfallen und halb baufällig“ beschrieben wurde. Dieser sandte König Ferdinand I. von Sizilien eine von Herzen kommende, beharrliche Petition, dass die Festung, die die Geschichte der Siedlung im Laufe der Jahre begleitet hatte, auf Kosten des Staates restauriert werden solle. Die Argumente des Kirchenmannes waren so überzeugend und reich an Informationen, dass sie auch den König überzeugten. Aus dieser Zeit stammen die jüngsten Umbauten an der Festung. Heute hat die Gemeinde Castro, nachdem sie das Anwesen erworben hatte, zahlreiche Restaurierungsarbeiten zur Wiederherstellung des Gutes zum allgemeinen Nutzen durchführen lassen.

## Beschreibung

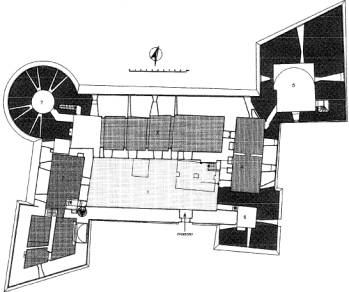
Grundriss der Kastellburg

Die Kastellburg mit rechteckigem Grundriss und vier Ecktürmen unterschiedlicher Größe und Form hatte einen Eingang, der durch einen Burggraben mit Zugbrücke geschützt war; beide sind heute verschwunden. Wenn man die Anlage betritt, landet man im Innenhof, der früher als Lager für landwirtschaftliche Produkte, die auf dem Markt verkauft werden sollten, diente. Dort gab es eine breite Treppe zu den oberen Stockwerken, die ebenfalls nicht mehr existiert. Auf diesen Innenhof führen auch die Türen der Räume im Erdgeschoss. Der Raum auf der Westseite zeigt zum Meer hinaus und ist mit einem Außeneingang versehen, der zu den Gärten darunter führt.
Die Anlage, die in den letzten Jahren vollständig restauriert wurde, verfügt über einen modernen, funktionalen Konferenzraum und beherbergt in den Sälen und im östlichen Eckturm das Stadtmuseum Antonio Lazzari mit der permanenten, archäologischen Ausstellung „Castrum Minervae: tra Greci e Messapi“, in der man die zahlreichen und verschiedenen Artefakte bewundern kann, die bei den jüngsten Ausgrabungskampagnen auf dem Gebiet des historischen Zentrums gefunden wurden. Im historischen Zentrum der Gemeinde ist auch der mittelalterliche Grundriss mit seinen engen Gassen und Häusern mit Innenhöfen erhalten.